# Dyops chromatophila
Dyops chromatophila là một loài bướm đêm trong họ Noctuidae.